# Sveta Trojica v Slovenskih goricah
Sveta Trojica v Slovenskih goricah là một khu tự quản của Slovenia. Sveta Trojica v Slovenskih goricah có diện tích km2, dân số là người (năm).
Thị trấn năm ở phía đông bắc Slovenia. Nó đã trở thành thị trấn độc lập vào năm 2006. Trước đó, nó là một phần của thành phố Lenart. Nó nằm trong các ngọn đồi Slovenske Gorice. Theo truyền thống, khu vực này là một phần của Hạ Styria. Nó hiện nay bao gồm trong khu vực thống kê Drava.
Các công trình nổi bật ở địa phương là nhà thờ giáo xứ, dành riêng cho Thiên Chúa Ba Ngôi, thuộc Tổng giáo phận Maribor.